# إميلي بادر
إميلي بادر (بالإنجليزية: Emily Bader)، من مواليد 8 نوفمبر 1996 في تيميكولا، كاليفورنيا، هي ممثلة من الولايات المتحدة.

## مواقع خارجية
- إميلي بادر على موقع IMDb (الإنجليزية)
- إميلي بادر على موقع قاعدة بيانات الفيلم (الإنجليزية)